# Alloscirtetica valparadisaea
Alloscirtetica valparadisaea är en biart som först beskrevs av Herbst 1920.  Alloscirtetica valparadisaea ingår i släktet Alloscirtetica och familjen långtungebin. Inga underarter finns listade i Catalogue of Life.